# Bedford Square

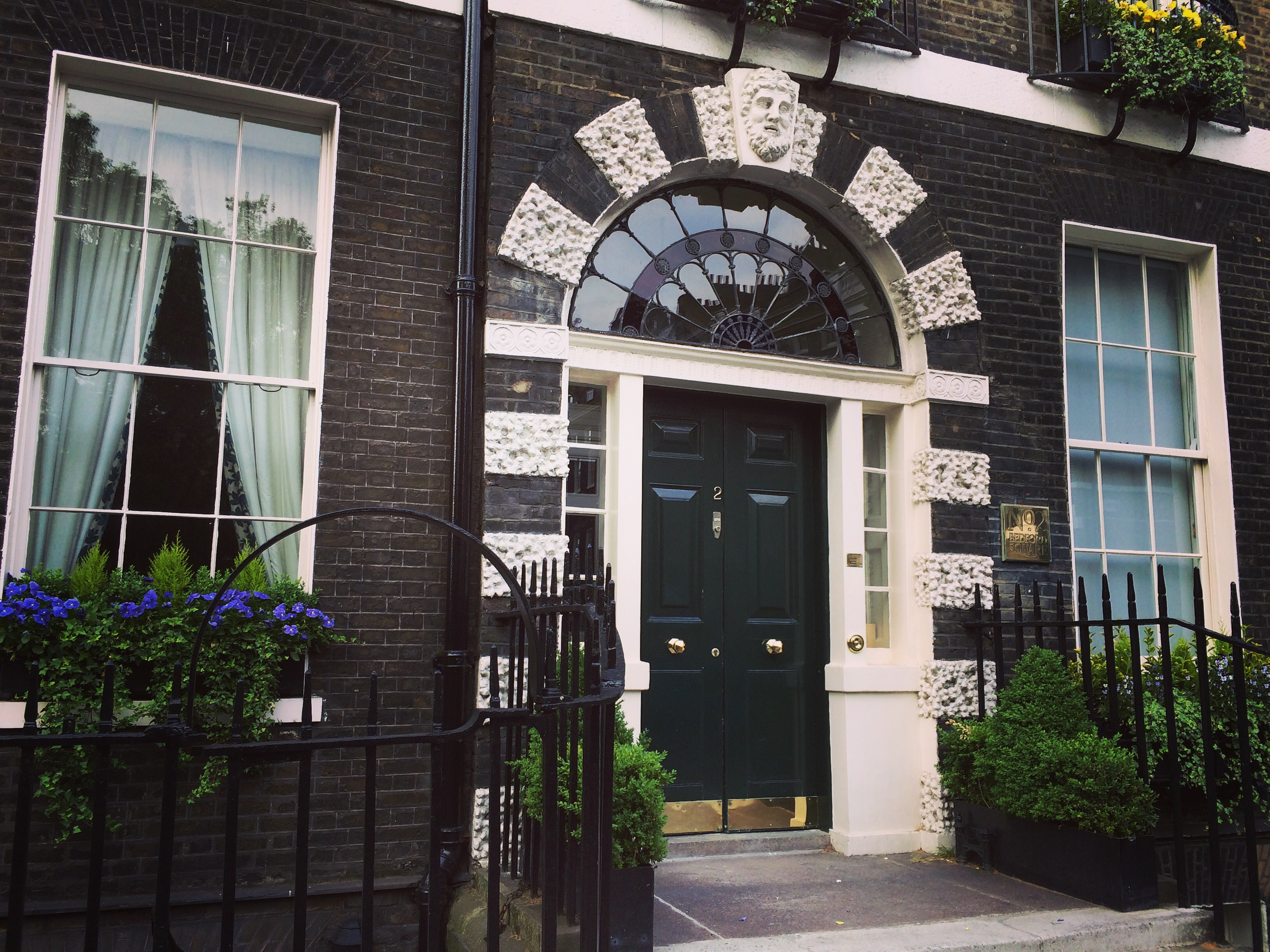
Casa di Bedford Square, Londra

Bedford Square è una piazza giardino nel quartiere Bloomsbury del Borough of Camden a Londra.

## Storia

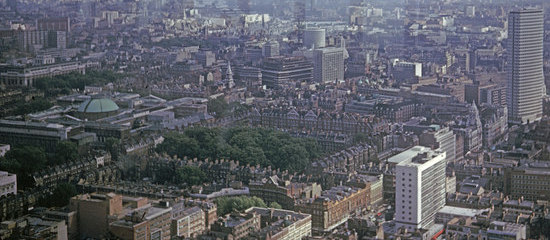
Bedford Square dalla BT Tower nel 1966

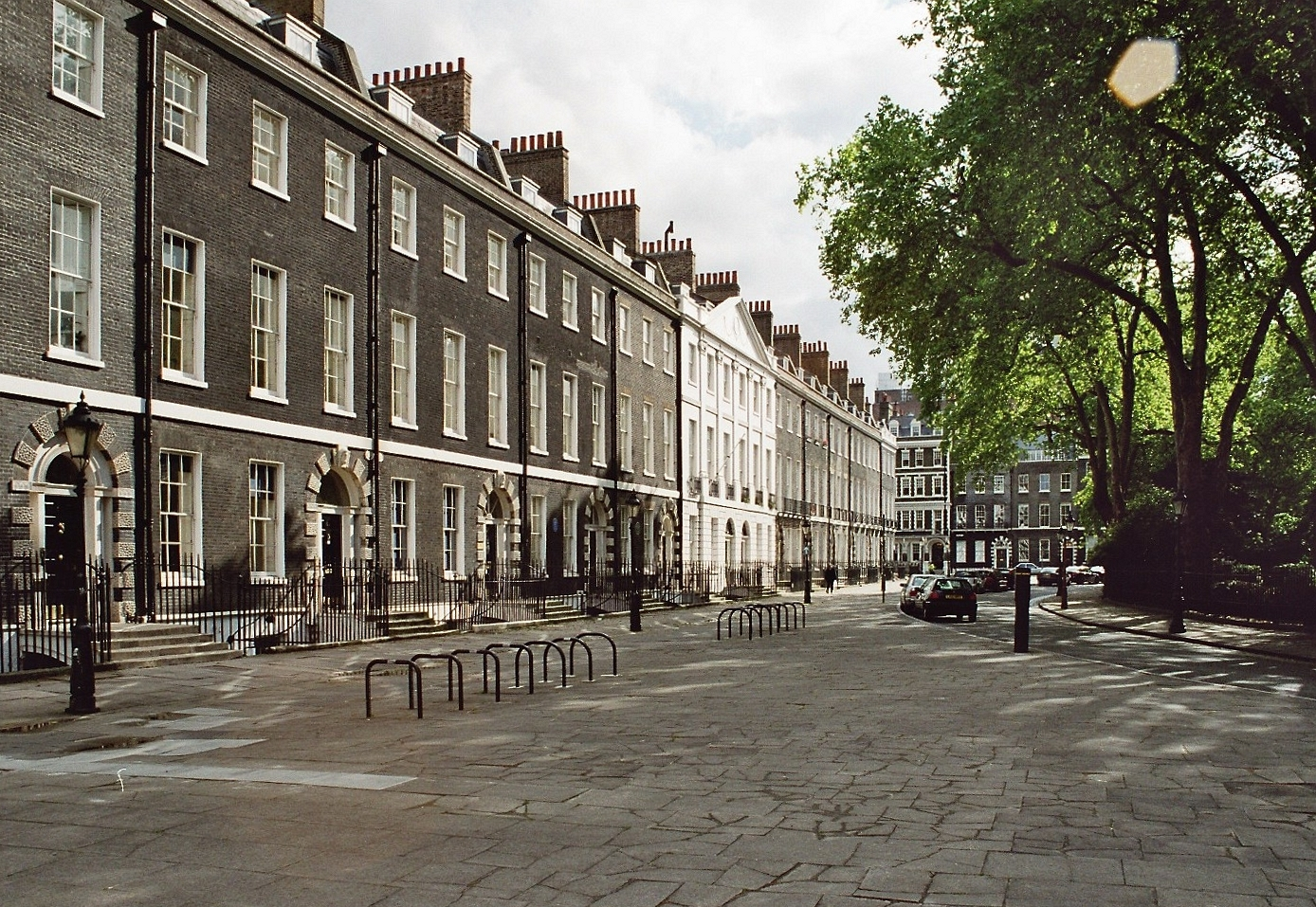
Bedford Square (2005)

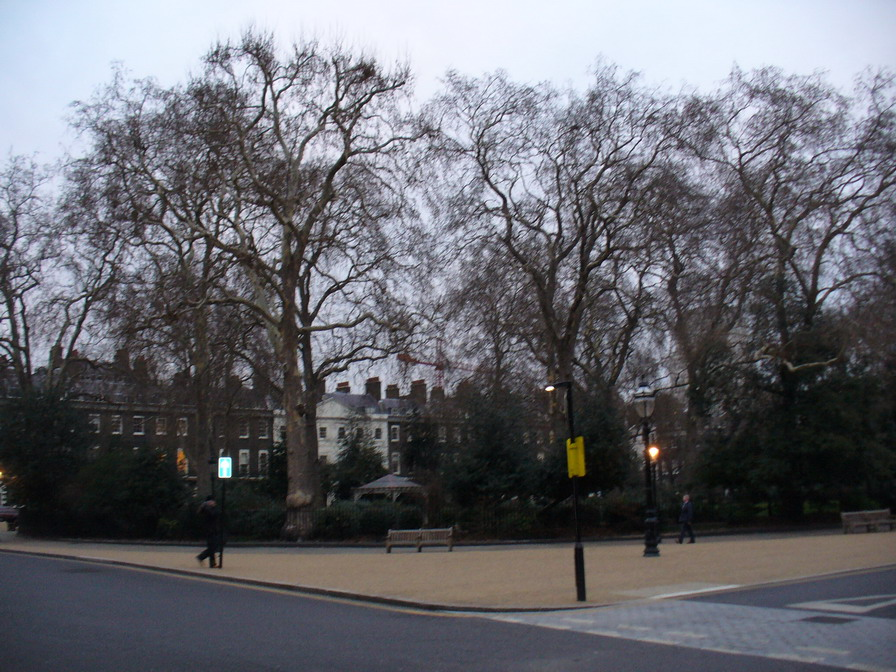
Panorama di Bedford Square

Costruita tra il 1775 e il 1783 come zona residenziale dell'alta borghesia, la piazza ebbe molti residenti illustri, tra cui Lord Eldon uno dei Lord Cancellieri più longevi e celebrati della Gran Bretagna, che visse per molti anni nella casa più grande della piazza. La piazza prende il nome dal titolo principale della famiglia Russell, i duchi di Bedford, che possedevano gran parte del terreno in quella che oggi è Bloomsbury.
L'architetto Thomas Leverton è noto per aver progettato alcune delle case, anche se potrebbe non essere stato responsabile di tutte.
Gli accordi di costruzione per Bedford Square furono firmati dai fiduciari del defunto Duca di Bedford e William Scott e Robert Grews, i costruttori, nel 1776. I primi affitti, per tutto il lato ovest (nn. 28-39), furono dati nel novembre 1776. Sembra improbabile che queste dozzine di case possano essere state costruite entro 11 mesi, quindi la costruzione probabilmente iniziò nel 1775. Ad eccezione del n. 46, i contratti del lato sud furono concessi nel 1777, quelli del lato est nel 1777 e 1778 (eccetto i n. 1 e 10) e quelli del lato nord nel 1781 e 1782 (eccetto i n. 24-27, concessi nel 1777). Il n° 11, che sorge in Gower Street ma è sempre stato considerato parte della piazza, ebbe un separato contratto edilizio del 1781 e fu assegnato nel giugno 1783.
Gli affitti venivano concessi dalla tenuta una volta costruite le strutture ma con finiture interne ancora da realizzare. Il n. 23 fu l'ultima casa ad essere occupata, il suo proprietario vi si trasferì durante l'ultimo trimestre del 1784.
Il ritardo nel completamento della costruzione della piazza può essere attribuito in parte alla mancanza di denaro durante la guerra d'indipendenza americana. I prestiti furono concessi dai fiduciari del feudo ai costruttori per finanziare i lavori di costruzione a partire dal novembre 1777.

### Numero 1
Number 1 Bedford Square è una delle grandi case a schiera della Londra georgiana e di gran lunga la migliore casa della piazza. Sir John Summerson la descrisse come una "casa particolarmente bella" nel 1945.
Il numero 1 è quasi certamente opera dell'architetto Thomas Leverton (1743-1824). Per sua stessa ammissione Leverton progettò gli interni sia di Numero 6 che di 13 Bedford Square e una serie di dettagli in quelle case sono ripetuti. Sebbene si trovi al di fuori del lato est simmetrico uniforme della piazza, ne ha sempre fatto parte ed è sempre stata numerata 1. La casa si distingue per il suo ingresso centrale, raro per una casa a schiera georgiana a tre campate perché una tale disposizione richiedeva un piano ingegnoso per accogliere la scala. Il portone d'ingresso immette in un androne fiancheggiato da due ambienti separati, un'anticamera a destra e la bella scalinata in pietra a sinistra. Con la scala nella parte anteriore della casa, Leverton fu in grado di progettare stanze a tutta larghezza nella metà posteriore che sfruttavano appieno la vista sui giardini del British Museum. C'è un soffitto in gesso decorato particolarmente fine nella stanza sul retro del primo piano.
La casa fu minacciata di demolizione dal British Museum nel 1860, insieme ai numeri 2 e 3 e alle quattordici case a sud in Bloomsbury Street, ma l'evento non si realizzò. Poi, all'inizio degli anni 1930, fu progettato un nuovo edificio che sarebbe stato a soli 6 metri dall'elevazione posteriore del numero 1. La minaccia produsse un articolo su Country Life che dichiarava la casa come "un capolavoro dell'architettura inglese" e di " merito eccezionale”. Il supporto giunse da Sir Edwin Lutyens, ex residente del Numero 31 Bedford Square, per tre anni dal 1915, che descrisse la casa come una "casa più interessante... di qualità eccezionale". La Duveen Gallery del British Museum fu costruita poco prima della seconda guerra mondiale e oggi il suo semplice muro di fianco in mattoni è visibile dalla casa piuttosto che dai giardini del museo, che era una considerazione così importante nei progetti originali di Thomas Leverton per la Casa.

## Conservazione
Bedford Square è uno dei pezzi di architettura georgiana meglio conservati di Londra, ma la maggior parte delle case è stata ora convertita in uffici. I numeri 1-10,  11,  12–27,  28–38 e 40-54 sono edifici classificati di I grado.

### Giardino
Il giardino centrale rimane privato, ma viene aperto al pubblico nell'ambito dell'Open Garden Squares Weekend. La piazza è classificata di II grado* iscritta nel Registro dei parchi e giardini storici.

## Targhe blu
Un certo numero di case hanno targhe blu che registrano residenti famosi:

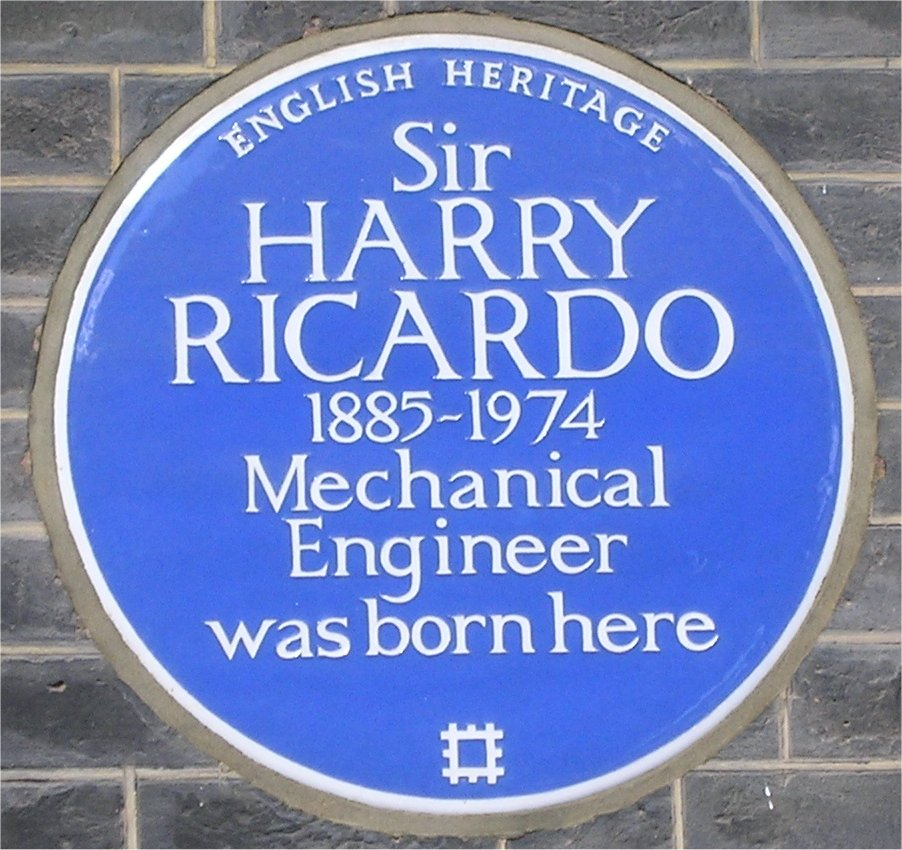
Harry Ricardo
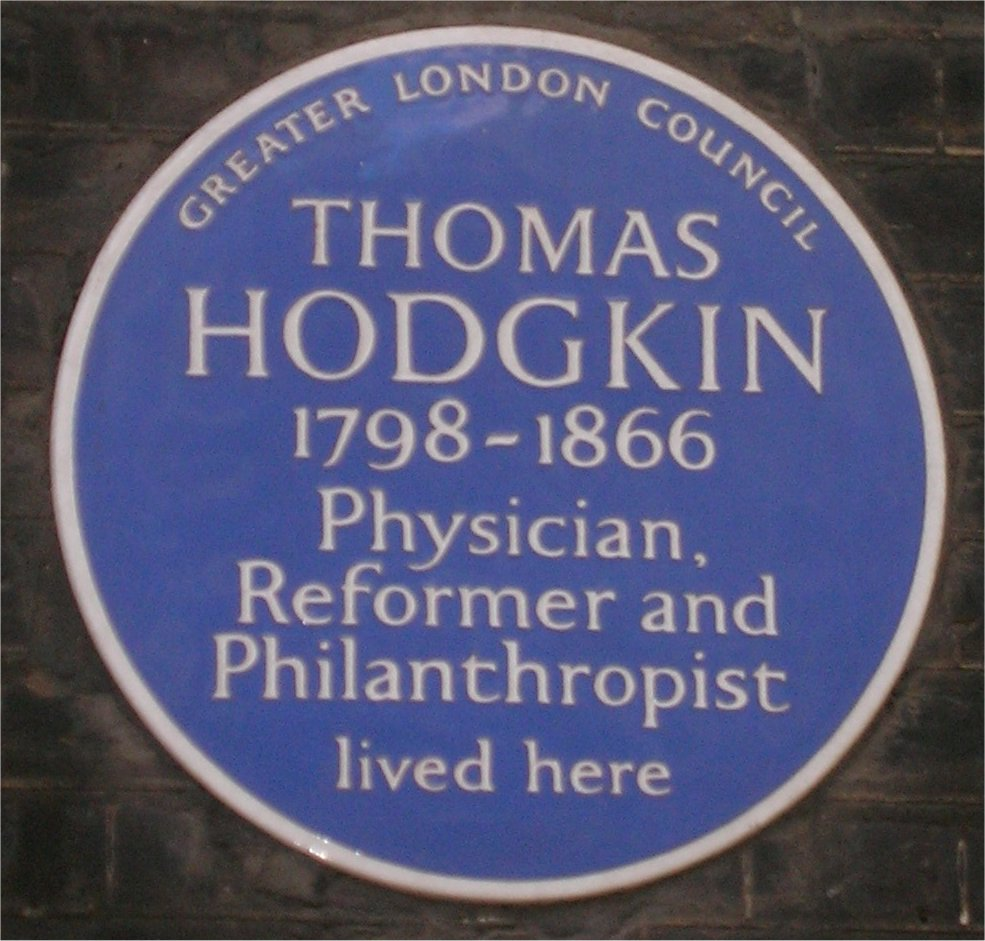
Thomas Hodgkin
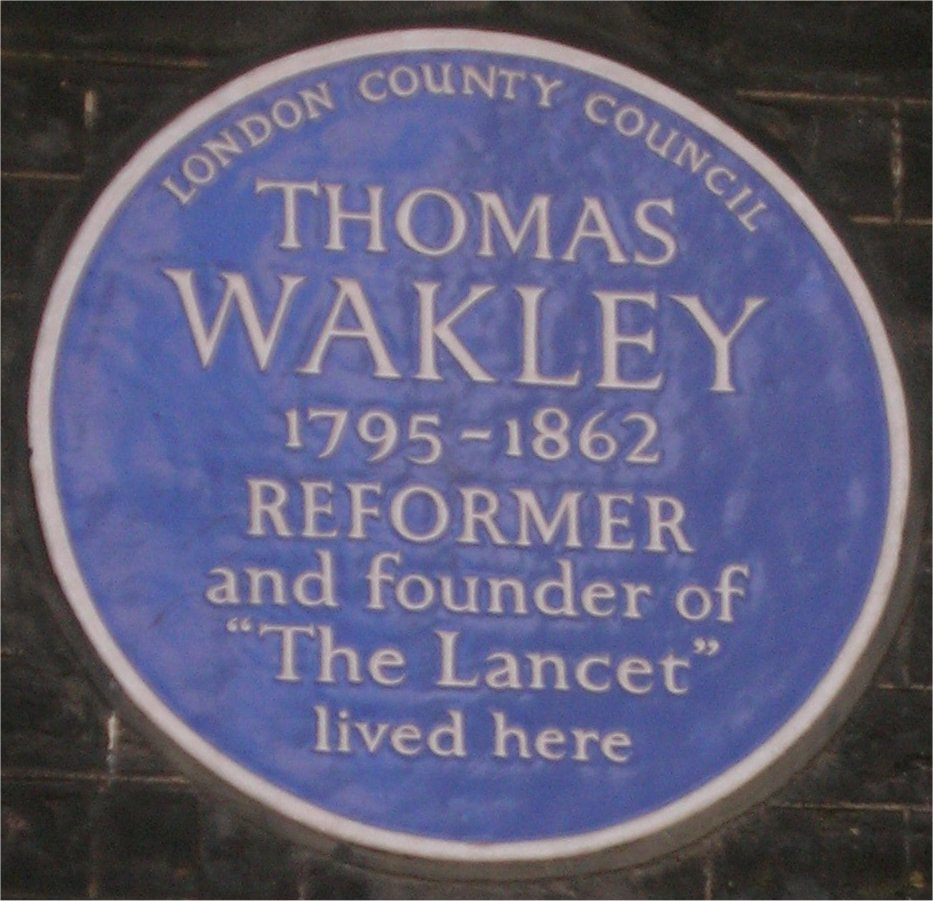
Thomas Wakley
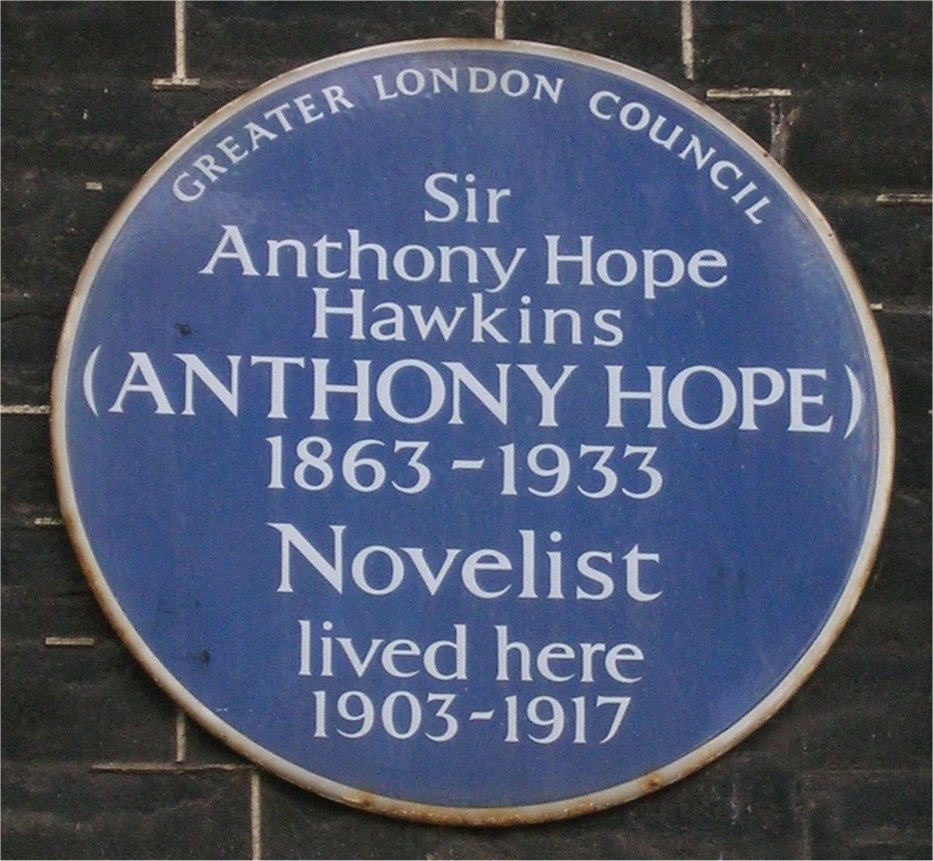
Anthony Hope Hawkins
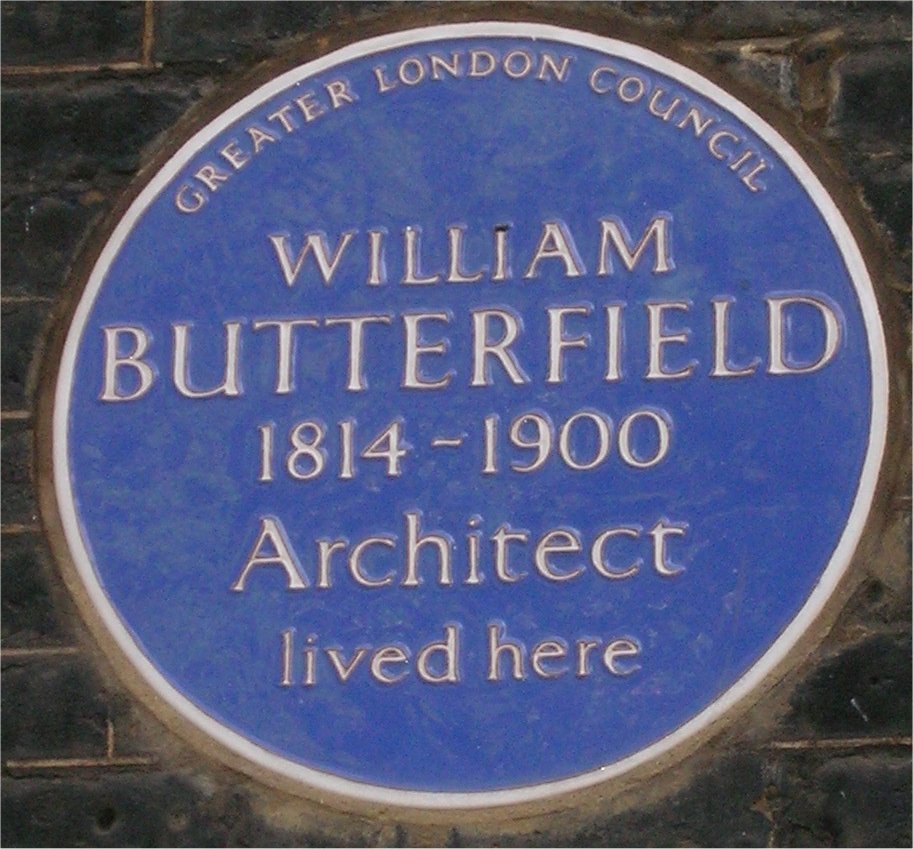
William Butterfield
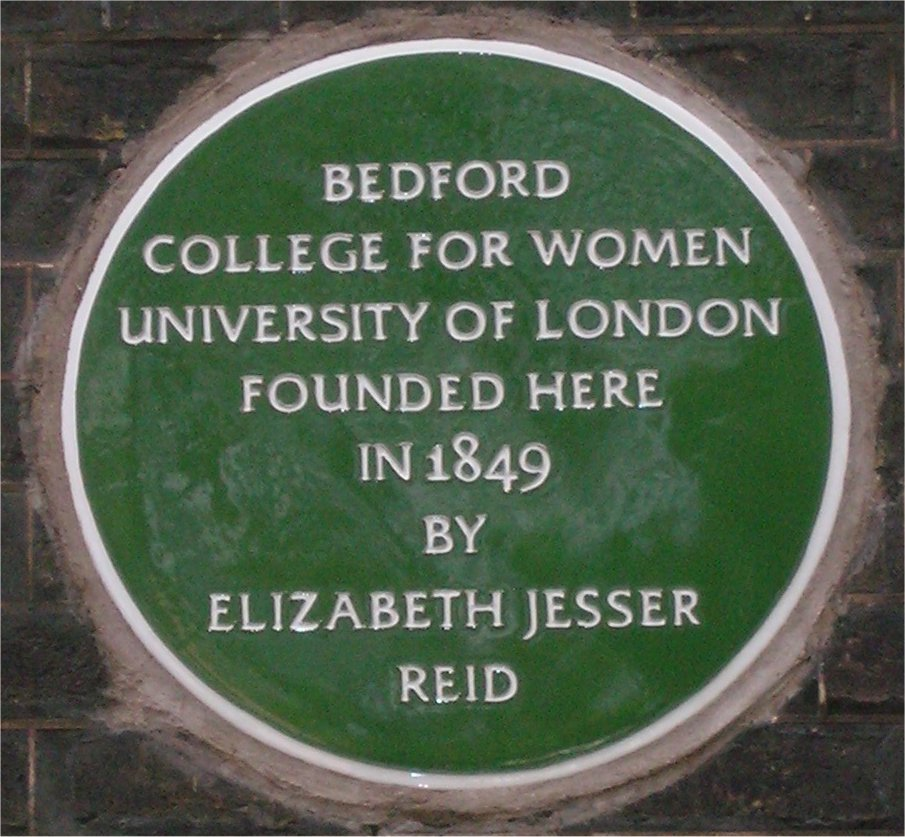
Elizabeth Jesser Reid
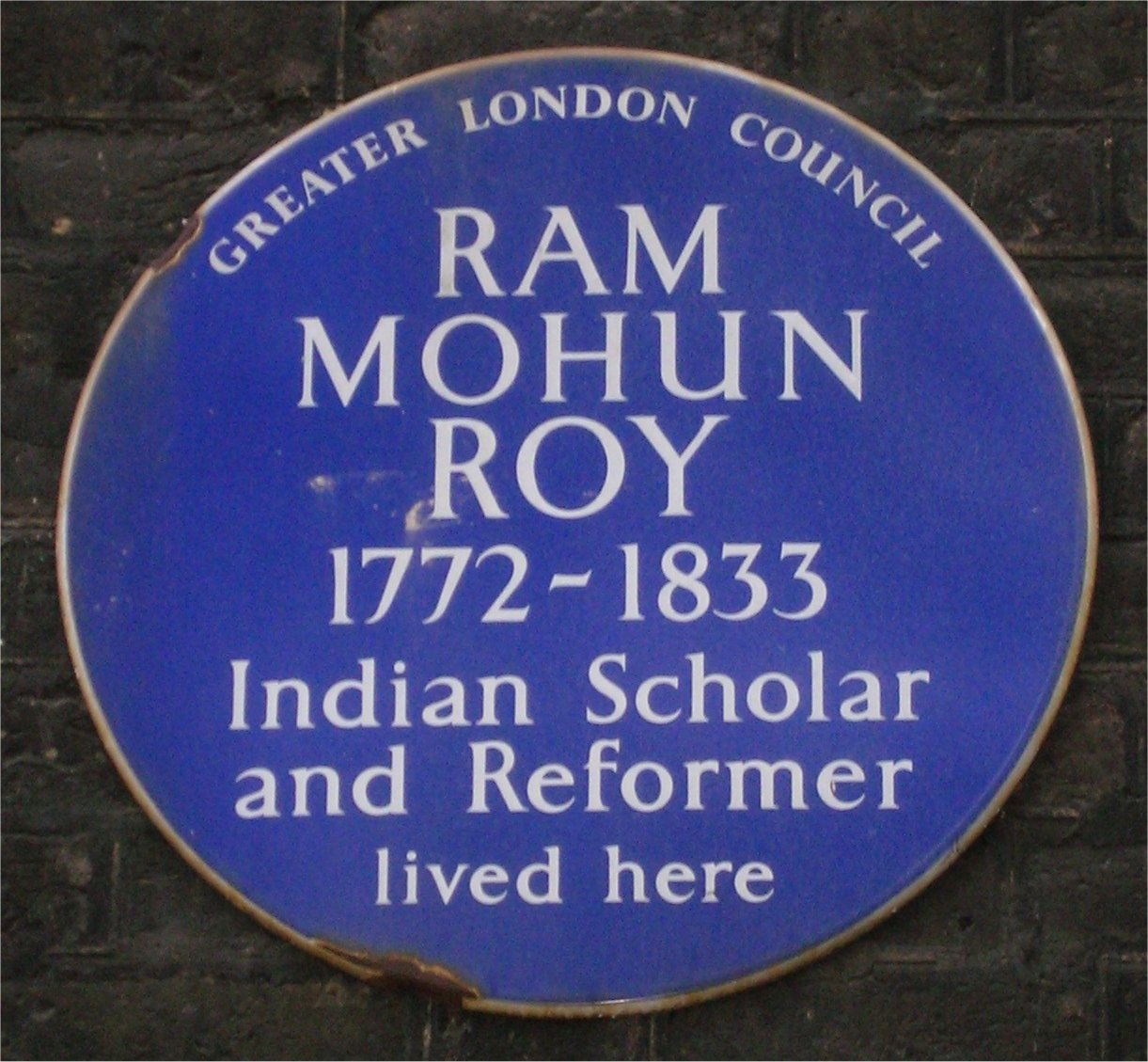
Ram Mohan Roy
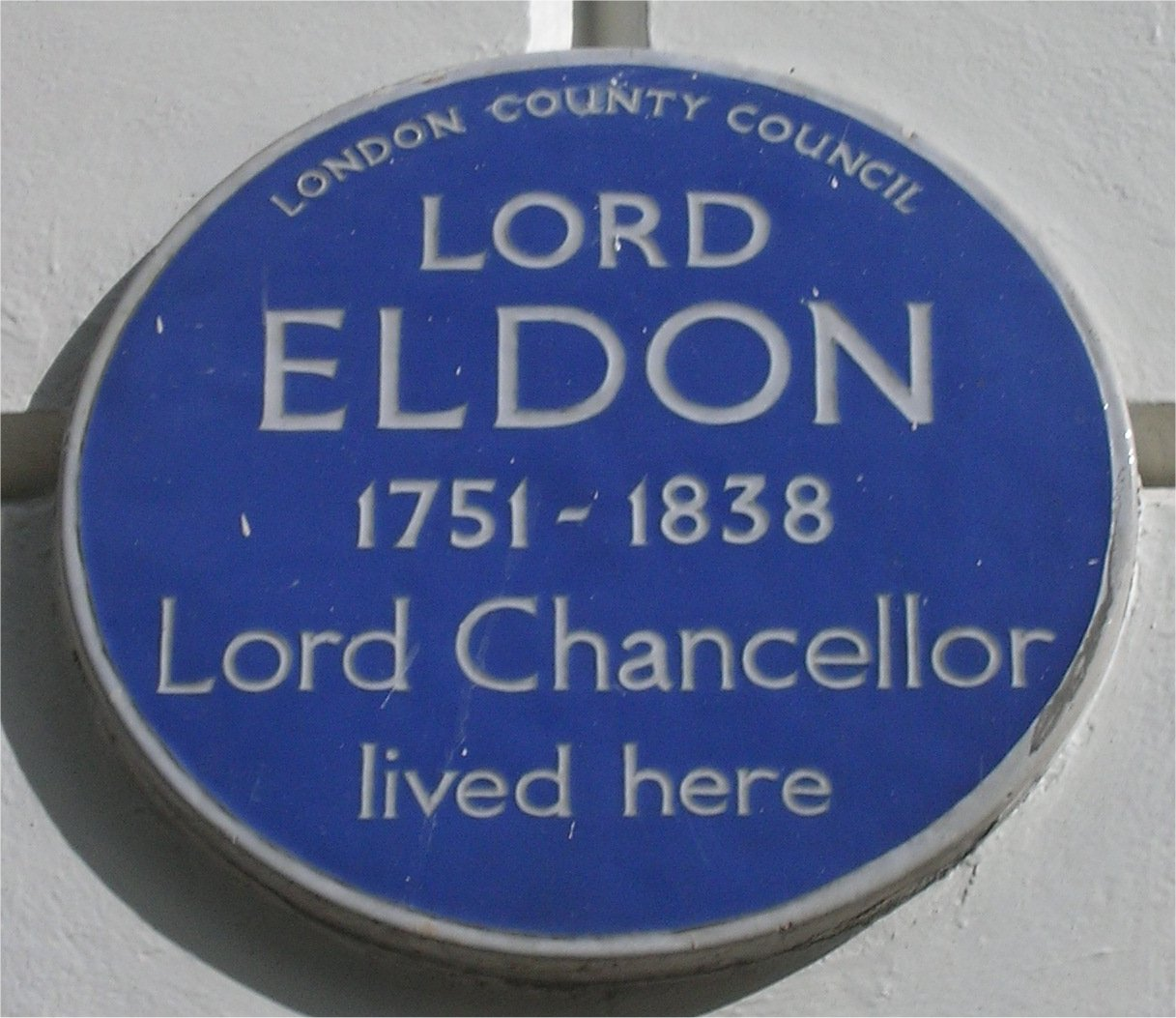
Lord Eldon